# Watenstedt
Watenstedt est un quartier de Salzgitter, en Allemagne. Très peuplé pendant la Seconde Guerre mondiale à cause de son industrie sidérurgique, l'agglomération se dépeuple pendant les années 1950 et 1960 à cause de son quasi-enclavement dans les zones industrielles.
Watenstedt a fait partie de l'arrondissement de Wolfenbüttel jusqu'au 31 mars 1942. À partir de cette date, le quartier est rattaché à la ville de Salzgitter, pour créer Salzgitter-Watenstedt, qui est renommé Salzgitter le 23 janvier 1951.

## Démographie
Aucun autre quartier de Salzgitter n'a connu des variations de population plus importantes que Watenstedt depuis les années 1930. En 1663, on n'y recense que 135 habitants, en 1774 il y en a 287 et, entre 1798 et 1933, le nombre n'augmente que lentement, de 319 à 380 habitants. Avec la création de la Reichswerke Hermann Göring et de sa voisine la Stahlwerke Braunschweig, la situation change brutalement en 1937. De grands secteurs autour de Watenstedt deviennent des zones industrielles, la majorité des agriculteurs sont déplacés et leurs terres sont reprises par la gestion immobilière de la Reichswerke. De nombreux camps de travail sont installés autour de Watenstedt. En 1939, l'endroit compte déjà 5 127 habitants et à la fin d'août 1943, 16 992 habitants y sont recensés.
Après la fin de la guerre, une partie du camp de travail est utilisée comme camp de prisonniers de guerre et, en 1946, le camp de réfugiés de Watenstedt-Immendorf s'y installe. Le quartier résidentiel ne s'est normalisé qu'après 1952, avec la reconstruction de la ville de Salzgitter puis en 1956, avec le lancement d'un programme de démantèlement des braquements. Ce basculement s'achève en 1965 et, en 1967, l'endroit ne compte alors que 1 220 habitants. Un brève augmentation à la fin des années 1960 se produit, conséquence des accords de recrutement entre la RFA et plusieurs pays étrangers. À la fin des années 1980, quelques dortoirs sont installés à Watenstedt pour accueillir les Spätaussiedler de Russie.
Depuis lors, la population de Watenstedt ne cesse de diminuer. En 1997 elle tombe en dessous de 700 pour la première fois et, à la fin de 2019, il n'y a que 370 habitants. La forte proportion d'étrangers est caractéristique de Watenstedt : un tiers de la population est d'origine étrangère. Une explication de cette baisse vient du plan d'urbanisme, selon lequel Watenstedt, qui est entouré sur trois côtés par l'industrie, est une « zone commerciale avec préservation du développement résidentiel » (Gewerbegebiet mit Bestandssicherung der Wohnbebauung) : de nouvelles constructions ne sont pas possibles et la construction sur la zone résidentielle existante est restreinte.